# Euxoa mustelina
Euxoa mustelina is een vlinder uit de familie uilen (Noctuidae). De wetenschappelijke naam is voor het eerst geldig gepubliceerd in 1877 door Christoph.
De soort komt voor in Europa.